# Дзволя
Дзволя (пол. Dzwola) — сельская гмина (волость) в Польше, входит как административная единица в Яновский повет, Люблинское воеводство. Население — 6699 человек (на 2004 год).

## Сельские округа
1. Бранев
2. Браневка
3. Браневка-Колёня
4. Дзволя
5. Флисы
6. Капроне
7. Коцудза-Первша
8. Коцудза-Друга
9. Коцудза-Тшеча
10. Коцудза-Гурна
11. Константув
12. Кшемень-Первши
13. Кшемень-Други
14. Владыславув
15. Здзиславице
16. Зофянка-Дольна

## Соседние гмины
1. Гмина Билгорай
2. Гмина Хшанув
3. Гмина Фрамполь
4. Гмина Годзишув
5. Гмина Горай
6. Гмина Янув-Любельски